# الإيثار (علم الأحياء)
إيثار

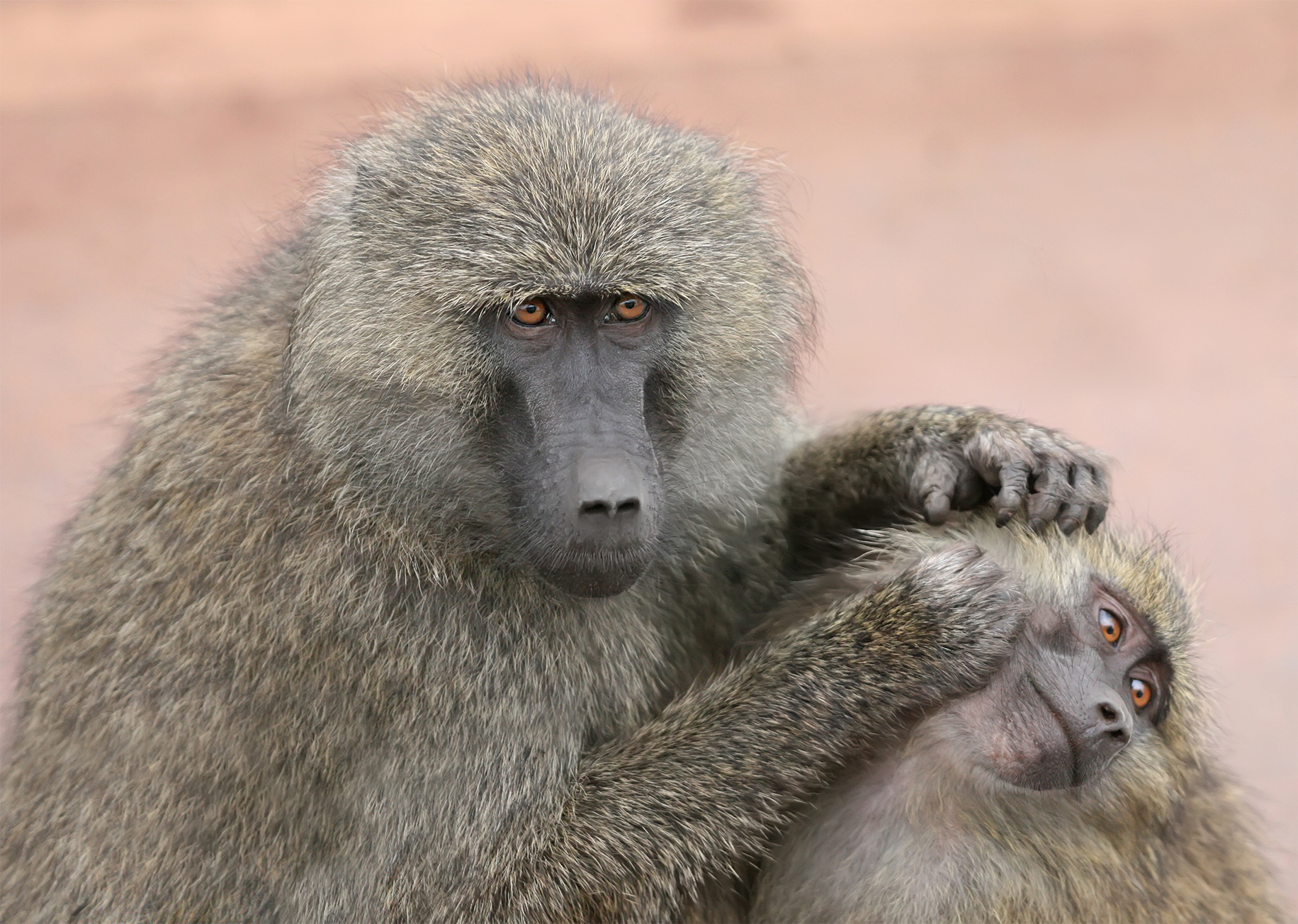
بابون زيتوني يقوم بتنظيف فرو الآخرين (عناية متبادلة).

في علم الأحياء، يُعرف الإيثار بأنه سلوك يُظهره فرد ليزيد من اللياقة (القدرة على البقاء والتكاثر) لفرد آخر، بينما يقلل من لياقته هو نفسه. يختلف هذا المفهوم عن الإيثار في الفلسفة، الذي يتطلب نية واعية لمساعدة الآخر. في البيولوجيا، يُقيَّم السلوك بناءً على آثاره على اللياقة التكاثرية فقط، بغض النظر عن النوايا.
صاغ الفيلسوف الفرنسي أوغست كونت مصطلح "altruisme" (إيثار) كمقابل للأنانية.
نظرة عامة
يظهر الإيثار بوضوح في العلاقات بين الأقارب (مثل رعاية الآباء للأبناء)، حيث يساعد الفرد في نقل جيناته المشتركة مع أقاربه. هناك نوعان رئيسيان:
الإيثار الإلزامي: فقدان دائم لللياقة المباشرة (مثل عاملات نحل العسل التي تجمع الغذاء للمستعمرة ولا تتكاثر).
الإيثار الاختياري: فقدان مؤقت لللياقة (مثل طيور "Florida scrub jay" التي تساعد في رعاية صغار غيرها ثم تحصل لاحقًا على إقليم للتكاثر).
آليات التطور
تفسر نظريات رئيسية تطور الإيثار رغم تكلفته:
اختيار الأقارب: حسب قاعدة هاميلتون، يكون السلوك الإيثاري مفيدًا إذا:
r
×
B
>
C
r×B>C
حيث:
r
r = معامل القرابة (نسبة الجينات المشتركة).
B
B = الفائدة للمستفيد.
C
C = التكلفة للمؤثر.
مثال: إنذار القردة للإبلاغ عن المفترسات يحمي الأقارب.
الإيثار المتبادل: مساعدة الآخرين مع توقع العودة بالمثل مستقبلًا، مثل تبادل تنظيف الجلد بين القردة.
نظرية السوق البيولوجية: تبادل المنافع (مثل الغذاء مقابل الحماية) بين أفراد قد لا يكونون أقارب.
أمثلة في الحيوانات
ثدييات
الخفافيش مصاصة الدماء: تَظهَر الدم لأفراد جائعة فشلت في الصيد.
الدلافين: تدعم المرضى أو الجرحى بدفعهم للسطح للتنفس.
الذئاب والكلاب البرية: تجلب اللحم لأفراد القطيع غير الحاضرين أثناء الصيد.
طيور
طيور المنذر: تُصدر نداءات إنذار لتحذير القطيع من المفترسات، جاذبةً الانتباه لنفسها.
بعض الأنواع (مثل سكراب جاي) تساعد في إطعام صغار غيرها.
حشرات
النمل والنحل: تضحي العاملات للدفاع عن المستعمرة (مثل انفجار غدة سامة في بعض الأنواع).
روبيان المرجان (Synalpheus regalis): تعيش في مستعمرات ذات تقسيم عمل، حيث يدافع غير المتناسلين عن المستعمرة.
انظر أيضًا
لياقة شاملة
اختيار الأقارب
إيثار متبادل
سلوك إنقاذي